# Frans Warfvinge

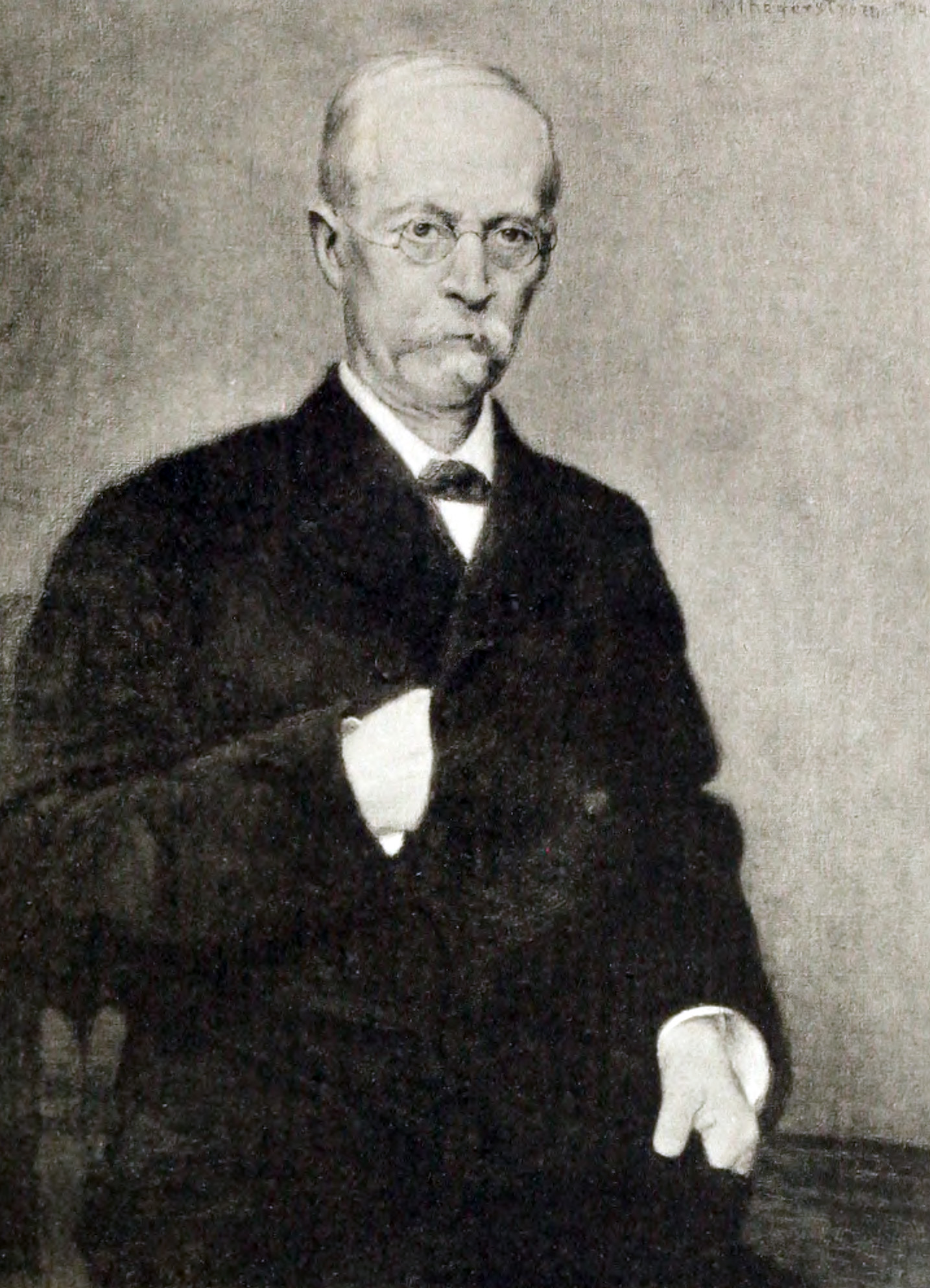
Frans Warfvinge, Oljemålning 1904.

Frans Wilhelm Warfvinge, född 28 juli 1834 i Leksbergs socken, Skaraborgs län, död 10 februari 1908 i Stockholm, var en svensk läkare.

## Biografi
Warfvinge blev student vid Uppsala universitet 1852, medicine kandidat 1860 och medicine licentiat 1864 samt promoverades till medicine doktor 1877 tack vare en disputation Om exanthematisk tyfus hos barn. Han var 1867–1875 läkare vid provisoriska sjukhuset vid Hornsgatan i Stockholm och 1876–1878 vid Maria sjukhus i samma stad. Efter att 1878 som en av styrelseledamöterna ha deltagit i organisationen av Sabbatsbergs sjukhus var han 1879–1904 dettas direktör och överläkare vid dess medicinska avdelning samt bidrog kraftigt till utvecklingen av denna betydande sjukvårdsanstalt.
Från 1881 anordnade Warfvinge vid Sabbatsbergs sjukhus en fortgående sjuksköterskeskola, där till en början endast en halvårig kurs genomgicks. Senare utsträcktes kursen till ettårig, och antalet utexaminerade sjuksköterskor, för det mesta ur den bildade klassen, steg slutligen till mer än 70 om året. Warfvinge var även ledamot i styrelsen för Sophiahemmet (sedan 1884) och i Röda korsets verkställande utskott (sedan 1891). Han var även ledamot i sanatoriebyggnadskommittén (1899) och i överstyrelsen för Oscar II:s jubileumsfond (1901). Warfvinge var sedan 1889 ledamot av Vetenskapssocieteten i Uppsala och sedan 1901 av Vetenskapsakademien.